# Thomas Armat
Thomas J. Armat (* 25. Oktober 1866 in Fredericksburg (Virginia), Vereinigte Staaten; † 30. September 1948 in Washington, D.C.) war ein US-amerikanischer Erfinder und Oscar-Preisträger.

## Leben
Armat studierte am Mechanics Institute in Richmond (Virginia) und 1894 an der Bliss Electrical School in Washington, D.C., wo er Charles Francis Jenkins kennenlernte. Beide Studenten taten sich zusammen, um gemeinsam einen Filmprojektor zu entwickeln, der eine neue Art von unregelmäßigem Bewegungsmechanismus (so genannter Vorschubmechanismus) verwendet, dem von 1893 von Georges Demenÿ in Frankreich vorgestellten Chronofotografie-Apparat nicht unähnlich. Bei Armats und Jenkins‘ Erfindung handelte es sich um einen der ersten Projektoren, die die so genannte Latham-Umdrehung (eine zusätzliche Umdrehung des Films vor dem Transportmechanismus, um die Spannung auf dem Film zu reduzieren und einen Filmriss zu vermeiden, unabhängig von Armat zur gleichen Zeit von Woodville Latham und seinen Söhnen entwickelt) anwendete. Die erste öffentliche Vorführung mit ihrem Gerät, das sie „Phantascope“ nannten, machten Armat und Jenkins im September 1895 im Rahmen der Cotton States-Ausstellung in Atlanta.
Kurz darauf trennten sich beide Männer im Streit, weil sie sich in Patentfragen nicht einigen konnten. Jenkins beanspruchte für sich, allein der Erfinder des „Phantascopes“ zu sein, scheiterte aber mit dieser Absicht. Daraufhin verkaufte er seinen Patentrecht-Anteil an Armat, der sich dem Erfinderkollegen Thomas Alva Edison anschloss. Beide vermarkteten die Geräteentwicklung unter dem Signum „Vitascope“. Der Projektionsapparat wurde seit einer öffentlichen Präsentation in New York City ab dem 23. April 1896 eingesetzt und begründete de facto die US-Kinematographie. Armat arbeitete nun für Edison und verfeinerte den Projektor 1897, indem er den Schlagmechanismus durch ein präziseres Malteserkreuzgetriebe ersetzte, wie es unter anderem bereits im Jahr zuvor in Deutschland von Oskar Messter angewendet worden war. In der Folgezeit verlor Thomas Armat an Bedeutung. 
Erst in seinem Todesjahr 1948 gedachte die amerikanische Filmindustrie seiner und drei weiterer Pioniere der US-Kinematographie. Armat und seinen Kollegen William Nicholas Selig, Albert Edward Smith und George Kirke Spoor wurde für ihre Verdienste zu Beginn des Zelluloid-Zeitalters jeweils ein Sonder-Oscar zuerkannt. 2011 wurde Thomas J. Armat in die National Inventors Hall of Fame seines Landes aufgenommen.